# Awtar Krishna Kaul
Awtar Krishna Kaul (* 27. September 1939 in Srinagar, Kaschmir; † 20. Juli 1974 in Bombay, Maharashtra) war ein indischer Drehbuchautor, Filmregisseur und -produzent.

## Leben
Nach einem naturwissenschaftlichen Abschluss an der Panjab University ging Kaul nach New York und studierte Filmwissenschaft am Institut für Film und Fernsehtechnik der City University of New York (B.A.-Abschluss). Während dieser Zeit produzierte er drei Kurzfilme. Für den Dokumentarfilm The Golden Years wurde er 1965 als bester Autor eines Dokumentarfilms ausgezeichnet.
Sein einziger Spielfilm 27 Down (1974) entstand mit finanzieller Unterstützung der Film Finance Corporation und wurde mit einem National Film Award als bester Film in Hindi ausgezeichnet. Am Abend der Verkündung der Auszeichnung starb Awtar Krishna Kaul – wahrscheinlich bei dem Versuch jemandem vor dem Ertrinken zu retten – im Arabischen Meer vor Bombay. Den Preis nahm stellvertretend für ihn als Regisseur und Produzent sein Bruder entgegen.